# Улица Вячеслава Черновола (Чернигов)
Улица Вячеслава Черновола (укр. Вулиця Вячеслава Чорновола) — улица в Новозаводском районе города Чернигова. Пролегает от проспекта Мира — площади Дружбы Народов до улицы Старобелоусская.  
Примыкают улицы Садовая, Национальной Гвардии (1 Гвардейской армии), Любечская, Вячеслава Радченко.

## История
Современная улица проложена в два этапа. Любечской переулок — по названию Любечской улицы — был проложен в начале 20 века, в 1927 году Любечской переулок переименован на улица Правды. В начале 1930-х годов от конца улицы Правды до улицы Т. Шевченко (сейчас проспект Мира) была проложена улица Войкова — в честь революционера, советского политического деятеля Петра Лазаревича Войкова. Изначально была застроена одноэтажными индивидуальными домами. После Великой Отечественной войны были возведены многоэтажные жилые домами. В 1980-е годы усадебная застройка начала улицы была ликвидирована и был построен квартал многоэтажной жилой застройки (9-этажные дома). Улицы Правды и Войкова были объединены в единую улицу Войкова.  
В 2015 году комиссией по упорядочиванию наименований улиц было предложено новое название улица маршала Руденко — в честь маршала авиации, Героя Советского Союза, уроженца Черниговщины Сергея Игнатьевича Руденко, данное предложение было отклонено депутатами городского совета.
19 февраля 2016 года улица получила современное название — в честь украинского политического деятеля Вячеслава Максимовича Черновола, согласно Распоряжению городского главы В. А. Атрошенко Черниговского городского совета № 54-р «Про переименование улиц города» («Про перейменування вулиць та провулків міста»)
16-этажный жилой дом (№ 15А) был сдан в эксплуатацию 10 июня 2016 года.
3 марта 2022 года в ходе Вторжения России на Украину — в результате авиаудара российскими военными были в разной степени повреждены областной кардиологический диспансер, несколько 9-этажных и один 16-этажный жилые дома улицы.

## Застройка
Улица пролегает в юго-западном направлении, затем, сделав плавный поворот, пролегает также в юго-западном направлении, но с более южным углом.
Улица с проспектом Мира и улицей Софии Русовой образовывает площадь Дружбы Народов. Есть проезд к улице Ивана Богуна, который в ряде ресурсов именуется как Круговая улица. 
Парная и непарная стороны улицы преимущественно заняты многоэтажной (9-этажные дома, частично 5-этажные дома, один 10-этажный и 16-этажный дома) жилой застройкой. Частично присутствует малоэтажная (2-3-этажные дома парной стороны до примыкания Любечской) жилая и усадебная (непарная сторона до примыкания 1 Гвардейской армии, парная сторона конца улицы после примыкания Вячеслава Радченко) застройка. 
Угол непарной стороны после примыкания Любечской улицы занимает недействующее еврейское кладбище, парной — нежилая застройка. 
|                                      |                               |                                                                |                                  |
| в направлении площади Дружбы народов | в направлении Любечской улицы | областной кардиологический диспансер (до авиаудара 03.03.2022) | ответвление к улице Ивана Богуна |

Учреждения:
1. дом № 5 — Национальное общество мастеров народного искусства Украины
2. дом № 24 — Черниговский областной кардиологический диспансер
3. дом № 45 — Церковь Рождества Пресвятой Богородицы (УГКЦ)

Мемориальные доски:
1. дом № 26 — фотохудожнику и журналисту Валерию Петровичу Инютину — с барельефом, на доме, где жил и работал (1972—2001 годы)